# San Tammaro
San Tammaro är en ort och kommun i provinsen Caserta i regionen Kampanien i Italien. Kommunen hade 5 529 invånare (2017).